# Tajlandia na Mistrzostwach Świata w Lekkoatletyce 2019
Tajlandia na Mistrzostwach Świata w Lekkoatletyce 2019 – reprezentacja Tajlandii podczas mistrzostw świata w Doha liczyła tylko jednego zawodnika, maratończyka Tony Ah-Thit Payne.

## Skład reprezentacji

### Mężczyźni
| Zawodnik           | Konkurencja | Eliminacje | Eliminacje | Półfinał | Półfinał | Finał | Finał   |
| Zawodnik           | Konkurencja | Wynik      | Pozycja    | Wynik    | Pozycja  | Wynik | Pozycja |
| ------------------ | ----------- | ---------- | ---------- | -------- | -------- | ----- | ------- |
| Tony Ah-Thit Payne | Maraton     | —          | —          | —        | —        | DNF   | DNF     |